# ワールズエンド。
ワールズエンド。は、かつて存在した日本の女性アイドルグループである。MITSUME SESSION所属。旧称は「マリオネッ。」。2018年11月10日にお披露目されし、2022年4月9日をもって解散。

## 概要
プロデューサーであるワタル。率いるMITSUME SESSIONから、2018年11月10日にお披露目されたマリオネッ。を前身とするアイドルグループ。
マリオネッ。結成時のメンバーは星名ふみみ、深月かおり、久留あずさ、百瀬あぐり、星島ゆい、二瀬ひなたの6人。同グループの名前はマリオネット（MARIONETTE）にはならないという意味を込めて、後ろのteを消したものであった。
2020年4月1日に日南りと、柊木あいなの2名を加え、ワールズエンド。へと改名した。
2022年3月19日、公式サイトより、同年4月9日をもって解散することを発表した。
解散後は、体調不良のため芸能活動を休止する百瀬あぐりを除いた4人と森乃ゆめは、三倉みくの2名を加えたアイドルグループ「Merry BAD TUNE.」を結成し、2022年7月10日にお披露目された。
キャッチフレーズは、『つまらない人生に最高のドラマを。』であり、マリオネッ。時代から解散まで継続的に使用されていた。

## メンバー

### 最終メンバー
| 名前                       | 愛称     | 誕生日   | 出身地 | カラー | キャッチコピー     | 活動期間                      | 備考                                                               |
| -------------------------- | -------- | -------- | ------ | ------ | ------------------ | ----------------------------- | ------------------------------------------------------------------ |
| 百瀬あぐり ももせ あぐり   | あぐ     | 3月8日   | 岐阜県 | ピンク | 乙女ゲームの妹属性 | 2018年11月10日 - 2022年4月9日 | ミスiD2018・「死んだふりして生きるのはもう飽きた」賞 現ラナキュラ  |
| 久留あずさ くめ あずさ     | あーりー | 11月30日 | 静岡県 | 緑     | 正統派全力ガール   | 2018年11月10日 - 2022年4月9日 | 現・Merry BAD TUNE.                                                |
| 星島ゆい ほしじま ゆい     |          | 5月21日  | 長野県 | 白     | 一番星目指して…    | 2018年11月10日 - 2022年4月9日 | ミスiD2018・紗倉まな賞 現・Merry BAD TUNE.                         |
| 日南りと ひなみ りと       | りと     | 1月11日  | 東京都 | 紫     | 反逆の異端児       | 2020年4月1日 - 2022年4月9日   | 現・Merry BAD TUNE. 元・PALET：一ノ瀬りと 元・メイビーME：夏目りと |
| 柊木あいな ひいらぎ あいな | あいにゃ | 9月23日  | 愛知県 | 水色   | 清楚と病のハーフ   | 2020年4月1日 - 2022年4月9日   | 現・Merry BAD TUNE. 元・LARY：神藤愛奈                             |

### 旧メンバー
| 名前                     | 愛称       | 誕生日  | 出身地 | カラー | キャッチコピー         | 活動期間                       | 備考                         |
| ------------------------ | ---------- | ------- | ------ | ------ | ---------------------- | ------------------------------ | ---------------------------- |
| 深月かおり みづき かおり | かおちゅう | 1月19日 | 静岡県 | 青     | 変幻自在のキャラボイス | 2018年11月10日 - 2020年10月2日 |                              |
| 二瀬ひなた ふたせ ひなた |            | 7月9日  | 静岡県 | 黄色   | お酒 大好き!!          | 2018年11月10日 - 2021年1月29日 |                              |
| 星名ふみみ ほしな ふみみ | ふみみ     | 3月23日 | 山口県 | 赤     | パワフルリーダー       | 2018年11月10日 - 2021年2月28日 | 在籍中はリーダーとして活動。 |

## 略歴

### 2018年
- 11月10日、WOMBにてマリオネッ。お披露目ライブ[5]。

### 2019年
- 1月24日、マリオネッ。初のCD&MusicVideo制作プロジェクトをクラウドファンディング「CAMPFIRE[6]」にて開始[7]。
- 3月30日、マリオネッ。初となるMusicVideo「片手分のファンタジー」を公開。
- 4月27日、1st mini ALBUM 『片手分のファンタジー』をリリース。同日にリリース記念ライブとして「『片手分のファンタジー』リリースパーティー」をWOMBにて開催。
- 5月18日、コンピレーションアルバム「Shimokitazawa SOUND CRUISING 2019 [8]」に『かくめいごっこ』が収録された。
- 6月8日、『片手分のファンタジー(配信限定版)』がダウンロード、サブスク配信開始[9]。
- 6月15日、SELENE b2にて行われた【TIF2019メインステージ争奪LIVE〜前哨戦〜】第二部に出演[10]。第二部の上位二組に入り、決勝戦へ進出を決めた[11]。
- 7月14日、マリオネッ。ワンマンライブ「films EP.1〜HANABI〜」がTSUTAYA O-nestにて開催[12]。
- 7月28日、この指と～まれ！season3 #3に出演[13]。
- 8月2日 - 4日、TOKYO IDOL FESTIVAL 2019に全日程出演[14]。
- 8月2日、「TIF2019メインステージ争奪LIVE 決勝戦」に出演[15]。
- 9月14日、マリオネッ。ワンマンライブ『films EP.2〜Little Odyssey〜』を渋谷WWWにて開催[16]。
- 10月12日、MARQUEE vol.135より百瀬あぐりが「あぐあぐと○○!!」連載開始[17]。
- 11月11日、マリオネッ。1周年記念公演〜1st Anniversary SPECIAL LIVE〜をWOMBにて開催[18]。
- 12月24日、raymay、アンスリューム、マリオネッ。の運営による共同プロジェクト「レリムアンドデンジャラーズ」を発表[19]。

### 2020年
- 1月4日、レリムアンドデンジャラーズによるユニット「XENORAGE(ゼノレイジ)」をWOMBにてお披露目[20]。マリオネッ。からは星名ふみみ、深月かおり、星島ゆいが参加。
- 1月19日、マリオネッ。ワンマンライブ『films EP.3〜Hello,CRAZY CRAZY World!!〜』をTSUTAYA O-WESTにて開催[21]。同日より2nd Album 『Hello,CRAZY CRAZY World!!』をリリース。
- 2月1日、『Hello,CRAZY CRAZY World!!(配信限定版)』をダウンロード、サブスク配信開始[22]。
- 2月16日、レリムアンドデンジャラーズによるユニット「マシュマロバズーカ」をselene b2で開催された「DDD ~Discotery iDol Depot~」にてお披露目[23]。マリオネッ。からは久留あずさ、百瀬あぐり、二瀬ひなたが参加。
- 3月4日、グループ名を『マリオネッ。』から『ワールズエンド。』に変更すること、新メンバーを加えることを発表[24]。
- 3月20日、マリオネッ。ラストワンマンライブ『films EP.3.5〜Can't say BYE-BYE〜』をWOMBにて開催[25]。
- 3月21日、新メンバー2人と『ワールズエンド』について、マリオネッ。公式Twitterにて発表[26][27]。
- 4月1日、日南りとと柊木あいなが加入し、『ワールズエンド。』へと改名。既存メンバーを含めメンバーカラーを設定。
- 4月19日、公式YouTubeチャンネル「悪園チャンネル」を開設[28]。
- 6月20日、深月かおりの活動休止、暫く7人での活動となることを発表[29]。
- 6月24日、アルコールアパレルブランド「Noalcoholclub」とケビンばやしのコラボTシャツのモデルとして星名ふみみ、星島ゆいが起用[30][31]。
- 7月15日、日南りとが参加した「Cheer song project」の2nd unitの楽曲「From here」がitunesでの配信開始[32]、YouTubeでMV公開[33]。
- 7月19日、ワールズエンド。での初ライブ、「ワールズエンド。-PreDebut#1-無観客配信LIVE『Rookie.』」を無観客にて開催[34]。
- 8月8日、ワールズエンド。として初の有観客ライブ、『TAKE"TWO"』をselene b2にて開催 [35]。
- 9月20日、サブスクリプションにて7人体制のワールズエンド。初となるシングルアルバム『新世界RPG -EP』を配信開始[36]。
- 10月2日、活動を休止していた深月かおりが家庭の事情で卒業[37]。
- 11月3日、ワールズエンド。での1st Albam『ウェルカム・トゥ・ザ・ワールズエンド。』をリリース[38]。
- 11月14日、『ウェルカム・トゥ・ザ・ワールズエンド。』をサウンロード、サブスク配信開始[39]。

### 2021年
- 1月29日、二瀬ひなたの専属マネジメント契約の解除を発表。また星名ふみみが双方協議の上、2月28日に行われる主催公演での卒業を発表[40]。
- 2月28日、恵比寿LIQUIDROOMにて行われた「ワールズエンド。単独公演vol.5〜RED〜」をもって星名ふみみが卒業。[41]
- 3月21日、新体制初となる楽曲である「スカーレット」をサブスク配信開始。
- 3月28日、「ドリーミン・ドリーミン」をサブスク配信開始。
- 4月12日、「ブレーメン」をサブスク配信開始。
- 4月18日、新宿BLAZEにて行われた「ワールズエンド。新体制お披露目公演〜WE.is back.〜」にて、新体制をお披露目。
- 5月1日、「ダリィファンク」をサブスク配信開始。
- 6月20日、「ハロー・グッドバイ」をサブスク配信開始。
- 7月9日、ワールズエンド。2nd ALBUM『カルチャー・クラシック』が各種サブスクにて配信開始[42]。

### 2022年
- 3月19日、4月9日にduo MUSIC EXCHANGEで行われる解散公演をもって解散することを発表した[43]。
- 4月9日、ラストライブ「ワールズエンド。ラストライブ -the day-」を開催し解散[44]。

## 楽曲一覧
| #  | 曲名                                       | 作詞           | 作曲             | 編曲        | 初披露日       | 備考                               |
| -- | ------------------------------------------ | -------------- | ---------------- | ----------- | -------------- | ---------------------------------- |
| 1  | 空中ブランコ                               | 甘噛           | Merry Sleep      | Merry Sleep | 2018年11月10日 | ワールズエンド。では未披露         |
| 2  | Galaxy Dance Dance                         | 甘噛           | 松本ジュン       | 松本ジュン  | 2018年11月10日 |                                    |
| 3  | THE Guilty Guilty BANG                     | 甘噛           | junxix.          | かずぼーい. | 2018年11月10日 | ワールズエンド。では未披露         |
| 4  | タリナイ！タリナイ！                       | 甘噛           | junxix.          | かずぼーい. | 2018年11月10日 |                                    |
| 5  | オーバードライブ                           | 甘噛           | 松本ジュン       | 松本ジュン  | 2018年11月10日 | ワールズエンド。では未披露         |
| 6  | 永遠少年症候群〜ピーターパンシンドローム〜 | 甘噛           | 松本ジュン       | 松本ジュン  | 2019年1月20日  | ワールズエンド。では未披露         |
| 7  | Distortion                                 | 甘噛           | junxix.          | かずぼーい. | 2019年3月10日  |                                    |
| 8  | 片手分のファンタジー                       | 甘噛           | katz             | katz        | 2019年4月27日  |                                    |
| 9  | かくめいごっこ                             | 甘噛           | 松本ジュン       | 松本ジュン  | 2019年4月27日  |                                    |
| 10 | Days&Underground song                      | 甘噛           | 甘噛・松本ジュン | 松本ジュン  | 2019年6月15日  |                                    |
| 11 | Midnight Parade                            | 甘噛           | RYO-P            | RYO-P       | 2019年7月14日  |                                    |
| 12 | JOY♡JOY                                    | 甘噛           | junxix.          | かずぼーい. | 2019年9月14日  |                                    |
| 13 | ワンダーワールド・ラプソディ               | 甘噛           | 甘噛             | katz        | 2019年9月14日  |                                    |
| 14 | エスオーエス!!                             | 甘噛           | 甘噛             | katz        | 2020年1月19日  |                                    |
| 15 | マテンロウ                                 | 甘噛           | RYO-P            | RYO-P       | 2020年1月19日  |                                    |
| 16 | ロッキュー!!                               | 甘噛           | junxix.          | かずぼーい. | 2020年7月19日  | ワールズエンド。名義として初の楽曲 |
| 17 | モンスター                                 | 甘噛           | katz・甘噛       | katz        | 2020年7月19日  |                                    |
| 18 | フェアリーテイル                           | 甘噛           | 甘噛・松本ジュン |             | 2020年7月19日  |                                    |
| 19 | 新世界RPG                                  | 甘噛           | RYO-P・甘噛      | RYO-P       | 2020年8月30日  |                                    |
| 20 | 999                                        | 甘噛           | 甘噛             |             | 2020年9月19日  |                                    |
| 21 | スカーレット                               | 甘噛           | junxix.          | かずぼーい. | 2021年4月18日  |                                    |
| 22 | ドリーミン・ドリーミン                     | 甘噛           | 甘噛, katz       | katz        | 2021年4月18日  |                                    |
| 23 | ブレーメン                                 | 甘噛           | dirty magiq      | dirty magiq | 2021年4月18日  |                                    |
| 24 | ダリィファンク                             | 甘噛           | RYO-P            | RYO-P       | 2021年4月18日  |                                    |
| 25 | ハロー・グッドバイ                         | 甘噛           | dirty magiq      | dirty magiq | 2021年4月18日  |                                    |
| 26 | オーバードーズ・バッドトリッパーズ         | 甘噛           | 甘噛             | 山下智輝    | 2021年7月2日   |                                    |
| 27 | 浮世ディスコ                               | NANAMI(QUEENS) | OKP-STAR         | OKP-STAR    | 2021年7月9日   |                                    |
| 28 | シンデレラとよばないで                     | 甘噛           | RYO-P            | RYO-P       | 2021年7月9日   | アンスリュームとのfeat.楽曲        |
| 29 | スターダストソング                         | 甘噛           | 甘噛             | かずぼーい. | 2021年7月9日   |                                    |
| 30 | トレモロセブンティーン                     | 甘噛           | dirty magiq      | dirty magiq | 2021年7月25日  |                                    |